# Colias harfordii
Colias harfordii är en fjärilsart som beskrevs av Edwards 1877. Colias harfordii ingår i släktet Colias och familjen vitfjärilar. Inga underarter finns listade i Catalogue of Life.